# جنرال كورك
جنرال كورك (بالإنجليزية: General Crook)‏ هو كاتب أغاني ومغني ومنتج أسطوانات أمريكي، ولد في 28 فبراير 1945.

## وصلات خارجية
- جنرال كورك على موقع IMDb (الإنجليزية)
- جنرال كورك على موقع ميوزك برينز (الإنجليزية)
- جنرال كورك على موقع أول ميوزيك (الإنجليزية)
- جنرال كورك على موقع ديسكوغز (الإنجليزية)